# Де Фогель, Юлиус
Юлиус Герард Шарль Аделен де Фогель (нидерл. Julius Gerard Charles Adelin de Vogel, 23 марта 1828, Джепара — 26 июня 1915) — голландский шахматист. Неофициальный чемпион Нидерландов 1876 г. В 1876—1888 гг. занимал пост президента Нидерландского шахматного союза.
Родился в городе Джепара на острове Ява. В молодости переехал в метрополию, где жил до 1888 г., после чего вернулся в Голландскую Ост-Индию.

## Спортивные результаты
| Год  | Город | Соревнование                                  | + | − | = | Результат | Место |
| ---- | ----- | --------------------------------------------- | - | - | - | --------- | ----- |
| 1873 | Гаага | 1-й турнир Нидерландской шахматной ассоциации | 4 | 2 | 3 | 5,5 из 9  | [ 3 ] |
| 1876 | Гауда | 4-й турнир Нидерландской шахматной ассоциации |   |   |   |           | 1     |